# Matevos Isaakyan
Matevos "Matos" Isaakyan (Moscú, 17 de abril de 1998) es un piloto de automovilismo ruso y de linaje armenio. Forma parte del Programa de Desarrollo de Jóvenes Pilotos de SMP Racing. Su hermano gemelo Nerses Isaakyan también es piloto de automovilismo.

## Carrera profesional
Isaakyan comenzó su carrera en las clases de Karting en 2010, terminando quinto en el Campeonato Ruso de Super Mini. En 2012, ocupó el quinto lugar en la clase rusa KF3. En 2013, Isaakyan comenzó su carrera como piloto en el Campeonato Francés de F4, ganando cinco lugares de premio y terminando quinto en la final. En 2014, Isaakyan pasó a la Fórmula Renault 2.0 Alpes, logrando dos victorias, dos poles y siete lugares de premios, terminando tercero en la serie. Ese mismo año, compitió en Nueva Zelanda por la Toyota Racing Series, terminando noveno en la serie. En 2015, Isaakyan compitió en la Eurocopa de Fórmula Renault. Logró dos terceros lugares y 87 puntos, terminando décimo en la serie. Ese mismo año, continuó en los Alpes y ganó allí el Campeonato Junior. También condujo cuatro carreras en la GP3 Series, anotando dos puntos. En 2016, Isaakyan condujo una temporada completa en la GP3 Series y debutó en la Fórmula V8 3.5.
Isaakyan fue subcampeón de la Fórmula V8 3.5 en 2017, detrás de Pietro Fittipaldi. Ese mismo año debutó en las carreras de resistencia, al disputar la temporada de la European Le Mans Series. Logró una victoria junto a Egor Orudzhev. Al año siguiente, volvió a competir en la ELMS pero sin buenos resultados, además de participar por primera vez en las 24 Horas de Le Mans.
En 2018-19, dio el salto junto a SMP a la clase LMP1 del Campeonato Mundial de Resistencia, participando en cuatro carreras pero abandonando en todas. Compartió vehículo con Orudzhev y Stéphane Sarrazin, pero fue remplazado antes de finalizar la temporada por Sergey Sirotkin.
A finales de 2019, Isaakyan volvió a los monoplazas para disputar las dos rondas finales del Campeonato de Fórmula 2 de la FIA, remplazando a Juan Manuel Correa tras su accidente en Bélgica.

## Resultados

### GP3 Series
(Clave) (negrita indica pole position) (cursiva indica vuelta rápida puntuable)

| Año  | Escudería   | 1   | 1   | 2   | 2   | 3   | 3   | 4   | 4   | 5   | 5   | 6   | 6   | 7   | 7   | 8   | 8   | 9   | 9   | Pos. | Puntos | Ref.  |
| ---- | ----------- | --- | --- | --- | --- | --- | --- | --- | --- | --- | --- | --- | --- | --- | --- | --- | --- | --- | --- | ---- | ------ | ----- |
| 2015 | Koiranen GP | BAR | BAR | SPI | SPI | SIL | SIL | BUD | BUD | SPA | SPA | MNZ | MNZ | SOC | SOC | SAK | SAK | YMC | YMC | 21.º | 2      | [ 4 ] |
| 2015 | Koiranen GP |     |     |     |     |     |     |     |     |     |     |     |     |     |     | Ret | 14  | 9   | 12  | 21.º | 2      | [ 4 ] |
| 2016 | Koiranen GP | BAR | BAR | SPI | SPI | SIL | SIL | BUD | BUD | HOC | HOC | SPA | SPA | MNZ | MNZ | KUA | KUA | YMC | YMC | 17.º | 17     | [ 5 ] |
| 2016 | Koiranen GP | 11  | 6   | Ret | Ret | 21  | 18  | 12  | 8   | Ret | 13  | 8   | 4   | Ret | Ret | 15  | 14  | Ret | 16  | 17.º | 17     | [ 5 ] |

### Campeonato de Fórmula 2 de la FIA
(Clave) (negrita indica pole position) (cursiva indica vuelta rápida puntuable)

| Año  | Escudería                     | 1   | 1   | 2   | 2   | 3   | 3   | 4   | 4   | 5   | 5   | 6   | 6   | 7   | 7   | 8   | 8   | 9   | 9   | 10  | 10  | 11  | 11  | 12  | 12  | Pos. | Puntos | Ref.  |
| ---- | ----------------------------- | --- | --- | --- | --- | --- | --- | --- | --- | --- | --- | --- | --- | --- | --- | --- | --- | --- | --- | --- | --- | --- | --- | --- | --- | ---- | ------ | ----- |
| 2019 | Sauber Junior Team by Charouz | SAK | SAK | BAK | BAK | BAR | BAR | MON | MON | LEC | LEC | SPI | SPI | SIL | SIL | BUD | BUD | SPA | SPA | MNZ | MNZ | SOC | SOC | YMC | YMC | 25.º | 0      | [ 6 ] |
| 2019 | Sauber Junior Team by Charouz |     |     |     |     |     |     |     |     |     |     |     |     |     |     |     |     |     |     |     |     | 18  | 13  | 15  | Ret | 25.º | 0      | [ 6 ] |